# Augusta Pruská
Augusta Pruská (1. května 1780 Postupim – 19. února 1841 Kassel) byla německou salonistkou a hesenskou kurfiřtkou. Narodila se jako dcera Fridricha Viléma II. a jeho druhé manželky Frederiky Luisy Hesensko-Darmstadtské. Byla první manželkou Viléma II. Hesenského a malířkou.

## Život
Augustino politické manželství bylo nešťastné. Augusta a Vilém spolu měli časté konflikty, což vedlo k agresivním střetům.[zdroj⁠?!] V roce 1806 bylo Hesensko obsazeno Francií. Tou dobou byla Augusta s dětmi v Berlíně, a když Napoleonova armáda dorazila k Berlínu, musela zde Augusta kvůli svému těhotenství zůstat. Napoleon dal stráže kolem jejího domu a vydal rozkaz, že nesmí být zneklidněna.[zdroj⁠?!] Hesensko i Prusko bylo obsazeno a rodina byla v Exilu, takže Augustě chyběly peníze, a tak po porodu požádala o setkání s Napoleonem. Objevila se před ním s novorozenětem v náruči a s jedním ze svých dětí za ruku a požádala ho o příspěvek. Napoleon jí ho udělil.[zdroj⁠?!]
Po narození posledního dítěte v roce 1806 byl vztah mezi Augustou a Vilémem neoficiálně ukončen a v roce 1815 souhlasili s oddělením domácností. Auguata žila v paláci Schoenfeld, kde se stala proslulou salonistkou a centrem romantického Schoenfelder-circle, kam patřil Ludwig Hassenpflug, Joseph von Radowitz bratři Grimmové, a Vilém žil v jiné rezidenci s Emilií Ortlöppovou. Augusta uzavřela svůj salon v roce 1823 a v letech 1826 až 1831 žila v Haagu, Koblenzi, Bonnu a Fuldě. Do Kasselu se vrátila v roce 1831. augusta byla považována za dovednou malířku.

## Manželství a potomci
Dne 13. února 1797 se Augusta v Berlíně provdala za prince Viléma Hesensko-Kasselského, nejstaršího syna lantkraběte Viléma IX. Hesensko-Kasselského. V roce 1803 bylo lantkrabství povýšeno na hesenské kurfiřtství a princ Vilém se stal v roce 1821 Vilémem II. Hesenským. Krátce po Augustině smrti se Vilém oženil se svou dlouhodobou milenkou, Emilií Ortlöppovou, hraběnkou z Reichenbach-Lessonitz, se kterou měl dalších osm dětí.
Augusta měla s Vilémem šest dětí:
- 1. Vilém Hesenský (9. 3. 1798 Hanau – 25. 10. 1802 tamtéž)[1][2]
- 2. Karolína Hesenská (29. 7. 1799 Hanau – 28. 11. 1854 Kassel), svobodná a bezdětná[3][2]
- 3. Luisa Hesenská (3. 4. 1801 Hanau – 28. 9. 1803 tamtéž)[4][2]
- 4. Fridrich Vilém Hesenský (20. 8. 1802 Hanau – 6. 1. 1875 Praha), hesenský kurfiřt, manž. 1831 Gertruda Falkensteinová (18. 5. 1803 Bonn – 9. 7. 1882 Praha), morganatické manželství[5][2]
- 5. Marie Frederika Hesensko-Kasselská (6. 9. 1804 Kassel – 1. 1. 1888 Meiningen), manž. 1825 Bernard II. Sasko-Meiningenský (17. 12. 1800 Meiningen – 3. 12. 1882 tamtéž), vévoda sasko-meiningenský[6][2]
- 6. Ferdinand Hesenský (9. 10. 1806 Berlín – 21. 11. 1806 tamtéž)[2]

## Tituly a oslovení
- 1. května 1780 – 13. února 1797: Její Královská Výsost princezna Augusta Pruská
- 13. února 1797 – 15. května 1803: Její Královská Výsost dědičná hesensko-kasselská princezna
- 15. května 1803 – 27. února 1821: Její Královská Výsost kurfiřtská princezna Hesenska
- 27. února 1821 – 19. února 1841: Její Královská Výsost hesenská kurfiřtka